# Aegir Automobilwerke
Aegir Automobilwerke Voigt & Gortatowski là một nhà sản xuất ô tô của Đức.

## Lịch sử
Công ty có trụ sở tại Berlin-Wilmersdorf. Công ty đã sản xuất ô tô từ năm 1907 đến năm 1909. Tên thương hiệu là Aegir.